# إيهاب كريم
إيهاب كريم (26 يناير 1981 - 20 فبراير 2007 بغداد العراق) هو لاعب كرة قدم عراقي سابق كان يلعب كلاعب وسط.